# دوري سريلانكا الممتاز لكرة القدم
دوري سريلانكا الممتاز لكرة القدم(بالإنجليزية: Sri Lanka Football Premier League)‏ هو البطولة الرئيسية لكرة القدم في سريلانكا. بدأ الدوري في عام 1985م